# Kleiner Pinselschwanzbeutler

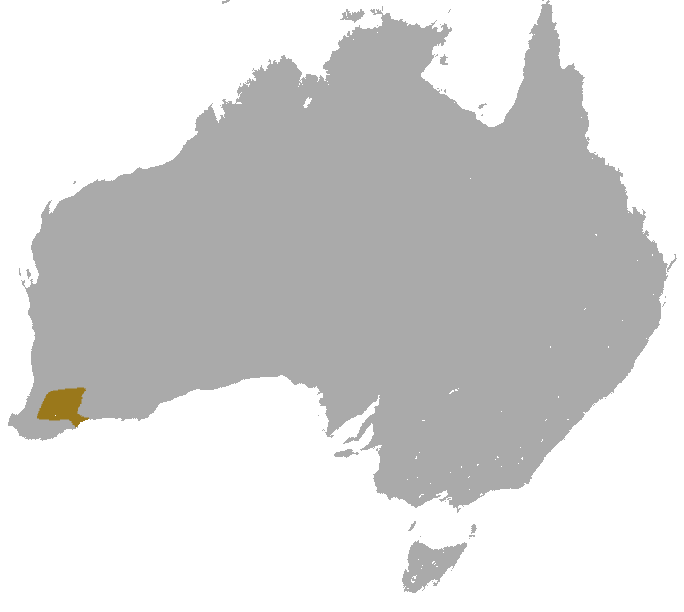
Das Verbreitungsgebiet des Kleinen Pinselschwanzbeutlers im Südwesten Australiens

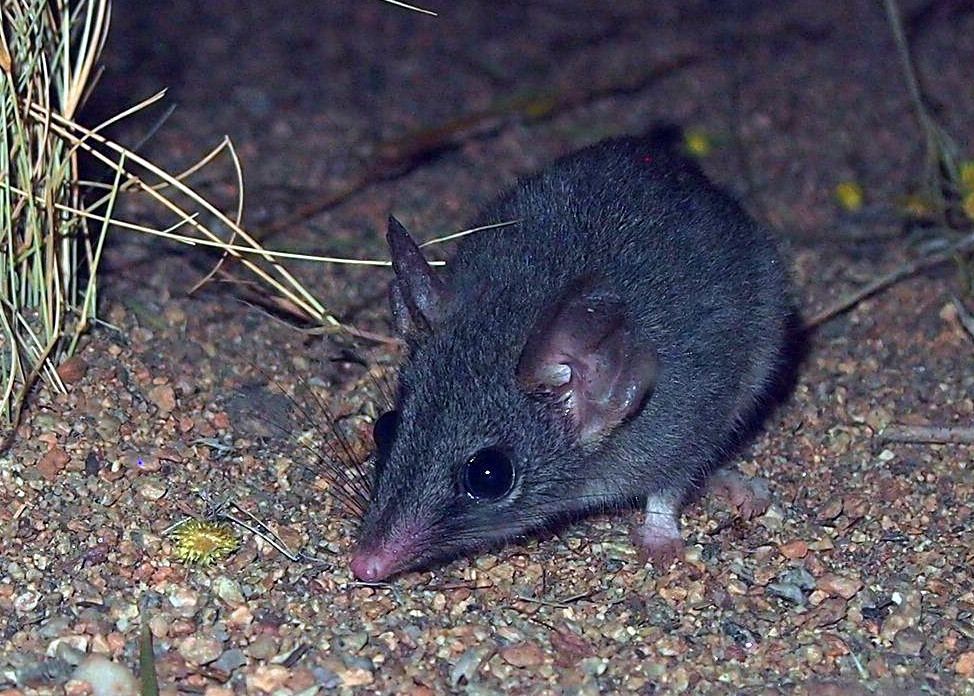
Kleiner Pinselschwanzbeutler

Der Kleine Pinselschwanzbeutler (Phascogale calura) war früher in Australien weit verbreitet, östlich bis zum Murray River und zum Darling River, kommt heute aber nur noch in einem kleinen Gebiet im südwestlichen Westaustralien vor.

## Merkmale
Männchen des Kleinen Pinselschwanzbeutlers haben eine Kopf-Rumpf-Länge von 10,5 bis 12,2 cm, einen 13,5 bis 14,5 cm langen Schwanz und wiegen 39 bis 68 g. Weibchen bleiben mit Kopf-Rumpf-Längen von 9,3 bis 10,5 cm, Schwanzlängen von 11,9 bis 14,4 cm und einem Gewicht von 38 bis 48 g etwas kleiner. Die Rückenseite der Tiere ist grau, der Bauch cremefarben bis weiß. Vor den Augen befinden sich schwarze Flecken. Die Ohren und die Oberseite des körpernahen Abschnitts des Schwanzes sind rötlich, der hintere Schwanzabschnitt ist schwarz und buschig.

## Lebensraum
Der Kleine Pinselschwanzbeutler lebt heute noch in isolierten Waldflecken innerhalb einer weitgehend vom Weizenanbau geprägte Landschaft. Er bevorzugt Wälder, die von einem jährlichen Niederschlag von 300 bis 600 mm, und von dichter Klimaxvegetation mit hohen Bäumen (z. B. Eucalyptus wandoo, Eucalyptus loxophleba und Allocasuarina huegeliana) geprägt sind. In Astlöchern in den alten Bäumen werden Nester zum Ruhen gebaut. Aber auch entlang von Flussufern, in Buschland und auf agrarischen Flächen kommt die Art noch vor.

## Lebensweise
Der Kleine Pinselschwanzbeutler ist vor allem nachtaktiv und baumbewohnend (arboreal). Er kann bis zu 2 Meter weit springen. Zu Nahrungssuche kommen die Tiere aber auch auf den Erdboden, auch tagsüber. Sie ernähren sich vor allem von Insekten und Spinnen, jedoch werden auch kleine Vögel, Reptilien oder Säuger, darunter die vom Menschen eingeführte Hausmaus erbeutet. Bevorzugt wird jedoch Beute, die maximal 1 cm groß ist. Von untersuchten Kotproben der Art enthielten 92,6 % die Überreste von Gliederfüßern, 51,6 % Vogelknochen oder Federn, zu einem Drittel waren die Überreste von Kleinsäuger vorhanden und pflanzliche Reste waren in 27,4 % der Kotproben vorhanden. Die Kleinen Pinselschwanzbeutler haben nur eine Fortpflanzungszeit im Jahr. Diese findet bei allen Tieren synchron, innerhalb von drei Wochen im Juli (australischer Winter) statt. Wie die Männchen der Breitfuß-Beutelmäuse (Antechinus), ihrer Schwesterart, sterben die Männchen nach der Kopulation, die bis zu 6 Stunden dauern kann. Sie erreichen ein maximales Alter von 11,5 Monaten. Weibchen können auch eine zweite oder dritte Fortpflanzungssaison erleben. Sie wurden in Gefangenschaft schon 5 Jahre alt. Die Trächtigkeitsdauer liegt bei 28 bis 30 Tagen. Die Weibchen können bis zu 13 Junge gebären, von denen maximal 8 bis zum Erwachsenenalter überleben. Sie sind bei der Geburt 5 mm lang und 15 mg schwer und werden etwa 90 Tage, bis sie ein Gewicht von 20 g erreicht haben, gesäugt.

## Gefährdung
Der Kleine Pinselschwanzbeutler kommt heute nur noch auf einem Prozent seines ursprünglichen Verbreitungsgebietes vor. Das Überleben in diesem kleinen Gebiet ist möglicherweise auf die dort vorkommenden Hülsenfrüchtlergattungen Gastrolobium und Oxylobium zurückzuführen, die wegen der in ihnen enthaltenen Fluoracetate für zahlreiche vom Menschen eingeführte Tiere wie Rotfuchs und Hauskatze giftig sind, während einheimische Arten wie der Kleine Pinselschwanzbeutler eine gewisse Verträglichkeit für das Gift entwickelt haben. Trotz des kleinen restlichen Verbreitungsgebietes wird er von der IUCN als gering gefährdet (Near Threatened) gelistet, da die Population noch über 10.000 ausgewachsene Tiere beträgt. Die Population schwankt aber stark, abhängig von den jährlichen Niederschlägen.